# Elie Onana
Pour les articles homonymes, voir Onana.
Elie Onana Elondou est un footballeur international camerounais né le 13 octobre 1951 à Lendom II Okola et mort le 2 avril 2018 à Yaoundé.

## Biographie

### Famille
Son frère, Jules Onana, était également footballeur.

## Carrière
- 1982 : Federal Foumban ( Cameroun)